# 삼기면 (곡성군)
삼기면(三岐面)은 대한민국 전라남도 곡성군의 면이다. 삼기라는 명칭은 곡성·담양·순천으로 통하는 세 갈래의 길이 있은 데 유래한다.

## 개요
삼기면은 지리적으로 곡성군의 중심부에 위치하고, 호남고속도로 곡성 나들목(톨게이트)이 있는 교통의 요충지다. 동쪽으로는 군에서 제일 높은 통명산(해발 764.8m)과 북쪽으로는 최악산이 병풍처럼 산간지 여러 마을을 감싸고 있다. 친환경 중심의 소득증대, 취약계층의 복지증진, 농촌형 선진교육도시 건설, 생태문화관광 진흥의 군정 운영방향의 기본 틀 속에서 비교우위에 있는 매실, 콩, 흑찰옥수수, 부추 등 농·특산물을 중심으로 안전한 농산물을 생산하고 거기에 부가 가치를 부여해서 소득을 올리는 방안을 모색하고 있다.

## 역사
- 조선시대 전라도 곡성군 삼기면으로 월경(月境)·행정(杏亭) 등 39개 리를 관할하였다.
- 1895년 음력 윤5월 1일 남원부 곡성군[2]
- 1896년 8월 4일 전라남도 곡성군[3]
- 1914년 4월 1일 창평군 겸면 백운(白雲)·원등(院嶝)·학동(鶴洞) 각 일부를 병합하였다.[4] (12리)

## 행정 구역
| 법정리 | 한자명 | 행정리                                          |
| ------ | ------ | ----------------------------------------------- |
| 경악리 | 敬岳里 | 경악리                                          |
| 괴소리 | 槐所里 | 괴소리, 연봉리                                  |
| 근촌리 | 根村里 | 근촌리, 수석리                                  |
| 금계리 | 金鷄里 | 금계리                                          |
| 금반리 | 金盤里 | 금반리, 율곡리                                  |
| 노동리 | 蘆洞里 | 남계리, 노동리                                  |
| 농소리 | 農所里 | 농소리1구, 농소리2구, 대명리                    |
| 수산리 | 水山里 | 수산리1구, 수산리2구                            |
| 원등리 | 院嶝里 | 원등리1구, 원등리2구, 원등리3구, 덕동리, 학동리 |
| 월경리 | 月境里 | 월경리, 행정리                                  |
| 의암리 | 儀岩里 | 서봉리, 의암리                                  |
| 청계리 | 淸溪里 | 봉현리, 청계리                                  |

## 교육
- 삼기초등학교 (원등리)
- 삼기중학교 (폐교)